# Pahnedar
Pahnedar (persiska: پهندر, پَهن دَر) är en ort i Iran.   Den ligger i provinsen Mazandaran, i den norra delen av landet, 170 km öster om huvudstaden Teheran. Pahnedar ligger 763 meter över havet och antalet invånare är 273.
Terrängen runt Pahnedar är huvudsakligen kuperad, men norrut är den bergig. Pahnedar ligger nere i en dal. Runt Pahnedar är det ganska tätbefolkat, med 111 invånare per kvadratkilometer. Närmaste större samhälle är Pol-e Sefīd, 17,6 km väster om Pahnedar. Trakten runt Pahnedar består i huvudsak av gräsmarker.